# Per tutta la vita (Noemi)
Per tutta la vita è un singolo della cantante italiana Noemi, pubblicato il 17 febbraio 2010 come primo estratto dalla riedizione del primo album in studio Sulla mia pelle.

## Descrizione
Composto sia per la musica che per il testo da Diego Calvetti e Marco Ciappelli, il brano è stato presentato dall'artista al Festival di Sanremo 2010 nella sezione "Artisti", classificandosi al quarto posto nella serata conclusiva. La direzione dell'orchestra per il brano, durante la presentazione sul palco del teatro Ariston, è stata affidata a Calvetti stesso.
Nella quarta serata, svoltasi venerdì 19 febbraio, Noemi è stata affiancata da due membri dei Kataklò, un gruppo di ballerini che ha eseguito una coreografia durante l'esecuzione del brano. In quella conclusiva è risultato al quarto posto, causando il malcontento del pubblico e la reazione dell'orchestra che, in disappunto con l'esclusione, ha lanciato sul palco gli spartiti. Di fatto Noemi risulta essere l'artista sanremese più scaricata. Il brano debutta alla prima posizione della classifica FIMI, posizione occupata anche a un mese di distanza.
Il 28 maggio 2010, presso l'Arena di Verona, Noemi riceve un Wind Music Award per le vendite del brano Per tutta la vita certificato disco di platino per le oltre 30 000 copie vendute.
Il brano fa ottenere alla cantante anche una candidatura all'OGAE Song Contest 2010.

## Video musicale
Il video, diretto dal regista Gaetano Morbioli, è stato girato a Verona e reso disponibile in contemporanea con l'uscita del singolo. Alcuni frammenti del video sono stati mandati durante un servizio del TG1, del 4 marzo 2010, sull'uscita del video; in questo servizio è stato sottolineato che Per tutta la vita è il brano più scaricato e che l'album Sulla mia pelle è divenuto disco di platino. Anche al TG2, il 12 marzo 2010, viene trasmesso un servizio sul video del singolo: il video del brano risulta essere il più cliccato e scaricato su iTunes.
In esso il ruolo ricoperto da Noemi non è da protagonista ma da narratrice. Il filmato mostra contemporaneamente più storie d'amore e comincia con una ragazza che cammina in una strada tra la folla e incontra un ragazzo; i due poi si rincontrano in un bar del centro. Prosegue con una seconda ragazza che in un appartamento aspetta l'arrivo del suo ragazzo, ma nel momento in cui arriva litigano, per poi riappacificarsi. Il video continua con una madre che aspetta il ritorno della propria figlia, la ragazza (probabilmente dopo un litigio con il suo ragazzo) rientrando ha un diverbio con la madre e va a chiudersi in camera da letto, la madre preoccupata va a consolarla. Successivamente madre e figlia fanno colazione insieme; prima che la figlia esca di casa le due si riappacificano completamente. Il videoclip ora ritorna alla seconda ragazza che, probabilmente dopo un'altra lite con il suo ragazzo, prepara i bagagli ed esce di casa. Mentre sale in auto per andarsene il suo ragazzo le corre dietro cercando di fermarla inutilmente; rimane così disperato nel cortile. Il video riprende la storia della prima ragazza che sta vivendo una bellissima storia d'amore con il ragazzo incontrato al bar. Tutte le sequenze d'immagini sono in bianco e nero, fatta eccezione per le scene in cui Noemi narra. La narrazione avviene in due momenti: stando in una stanza seduta vicino ad un pianoforte coperto (che lei stessa scoprirà) e anche stando all'aperto vicino ad un albero.
Dopo un mese di votazioni, il 21 maggio 2010 è stata decretata la classifica Top 20 Italians, che ha stabilito quali siano i 20 video più votati che sono andati in onda su MTV Hits (canale 704 di Sky) il 30 maggio. Noemi rientra nei primi 20 video, precisamente alla 9ª posizione, con il brano Per tutta la vita. Il video si conferma anche tra i miglior videro dell'anno, infatti il 13 dicembre 2010 è stata pubblicata da Mtv la classifica dei miglior video del 2010 e Per tutta la vita si è classificato alla 6ª posizione, classifica che è andata in onda nei giorni di Natale, di Santo Stefano e di San Silvestro. Il video di Per tutta la vita si riconferma anche nella classifica dei migliori video del 2011 alla 16ª posizione; la classifica è andata in onda sempre su MTV Hits il 23 e il 24 aprile.
Il video fa ottenere alla cantante anche una candidatura all'OGAE Video Contest 2010.

## Tracce
Testi di Diego Calvetti e Marco Ciappelli, musiche di Diego Calvetti.
1. Per tutta la vita – 3:14

## Successo commerciale
Il brano viene certificato disco di platino con oltre 50 000 download digitali. Per tutta la vita debutta alla prima posizione della classifica FIMI, posizione occupata anche un mese dopo; permane in classifica un mese e mezzo in top 10 occupando posizioni tra la seconda e la terza, uscendo poi, in ottava posizione, alla sesta settimana dalla top 10.
Per tutta la vita rientra nella classifica Top 50 dei brano più scaricati FIMI del primo semestre 2010 alla 4ª posizione. Nella classifica dei brani italiani più scaricati, sempre nel primo semestre del 2010, il brano occupa la 2ª posizione, preceduto soltanto da Baciami ancora di Jovanotti. Nella classifica da gennaio 2009 a settembre 2010 il brano occupa l'8º posto. Il brano figura alla 3ª posizione nella classifica Nielsen risultando primo fra i brani italiani. Il brano entra nella classifica annuale FIMI del 2010 alla 6ª posizione, facendo così posizionare Noemi prima fra le cantanti italiane.
Il brano rientra anche per alcune settimane nella classifica europea di Billboard dove raggiunge la posizione 81 in classifica.
Nel 2022 la canzone è stata inclusa nella colonna sonora del film "MIA" di Ivano De Matteo con Edoardo Leo, Milena Mancini e Greta Gasbarri, diventando parte integrante del racconto in uno dei momenti chiave della pellicola.

## Classifiche

### Classifiche settimanali
| Classifica (2010) | Posizione massima |
| ----------------- | ----------------- |
| Europa            | 81                |
| Italia            | 1                 |

### Classifiche di fine anno
| Classifica (2010) | Posizione |
| ----------------- | --------- |
| Italia            | 6         |

## Riconoscimenti
- 2010 - Wind Music Award: Online Single Track Platino
- 2010 - Candidatura OGAE Video Contest 2010
- 2010 - Candidatura OGAE Song Contest 2010
- 2011 - Sanremo Hit Award Download 2011